# Music From Another Dimension!
Music From Another Dimension er det 15. studiealbum fra amerikanske Aerosmith. Udgivet i november 2012 og første album med nyt materiale, siden 2001' Just Push Play. Samtlige af gruppens medlemmer var inde over sangskrivningen og bandet indspillede, under ledelse af deres mangeårige producer Jack Douglas, på samme måde som de gjorde i 1970'erne. Albummet blev dog en skuffelse rent salgsmæssigt og solgte kun 63.000 kopier i den første uge. Ingen af bandets singler nåede Billboard Top 100. Et faktum der skuffede gruppens medlemmer, og Joe Perry og Joey Kramer har stillet spørgsmålstegn ved om, bandet nogensinde udgiver et stort album igen. Musikindustrien har ændret sig, og begge mente ikke det gav mening længere. 
Numre som Legendary Child,Out Go The Lights og Oh yeah regnes for albummets stærkeste numre. Up On A Mountain, er bassist Tom Hamiltons første nummer på et album, siden Sweet Emotion på Toys in the Attic fra 1975.